# Шри Ланка на Светском првенству у атлетици на отвореном 2015.
Шри Ланка је учествовала на Светском првенству у атлетици на отвореном 2015. одржаном у Пекингу од 22. до 30. августа тринаести пут. Репрезентацију Шри Ланке су представљала 2 такмичара (1 мушкарац и 1 жена) који су такмичили у маратону.,.
На овом првенству такмичари Шри Ланке нису освојили ниједну медаљу нити су остварили неки резултат. 

## Учесници
| Мушкарци: - Anuradha Cooray — Маратон | Жене: - Нилука Гитхани Рајасекара — Маратон |  |

## Резултати

### Мушкарци
| Атлетичар       | Дисциплина | Лични рекорд | Финале   | Финале       | Детаљи |
| Атлетичар       | Дисциплина | Лични рекорд | Резултат | Место        | Детаљи |
| --------------- | ---------- | ------------ | -------- | ------------ | ------ |
| Anuradha Cooray | Маратон    | 2:13:47 НР   | 2:25:04  | 29 / 42 (68) |        |

### Жене
| Атлетичарка               | Дисциплина | Лични рекорд | Финале   | Финале       | Детаљи |
| Атлетичарка               | Дисциплина | Лични рекорд | Резултат | Место        | Детаљи |
| ------------------------- | ---------- | ------------ | -------- | ------------ | ------ |
| Нилука Гитхани Рајасекара | Маратон    | 2:40:07 НР   | 2:50:40  | 49 / 52 (67) |        |